# Global Geosites de España

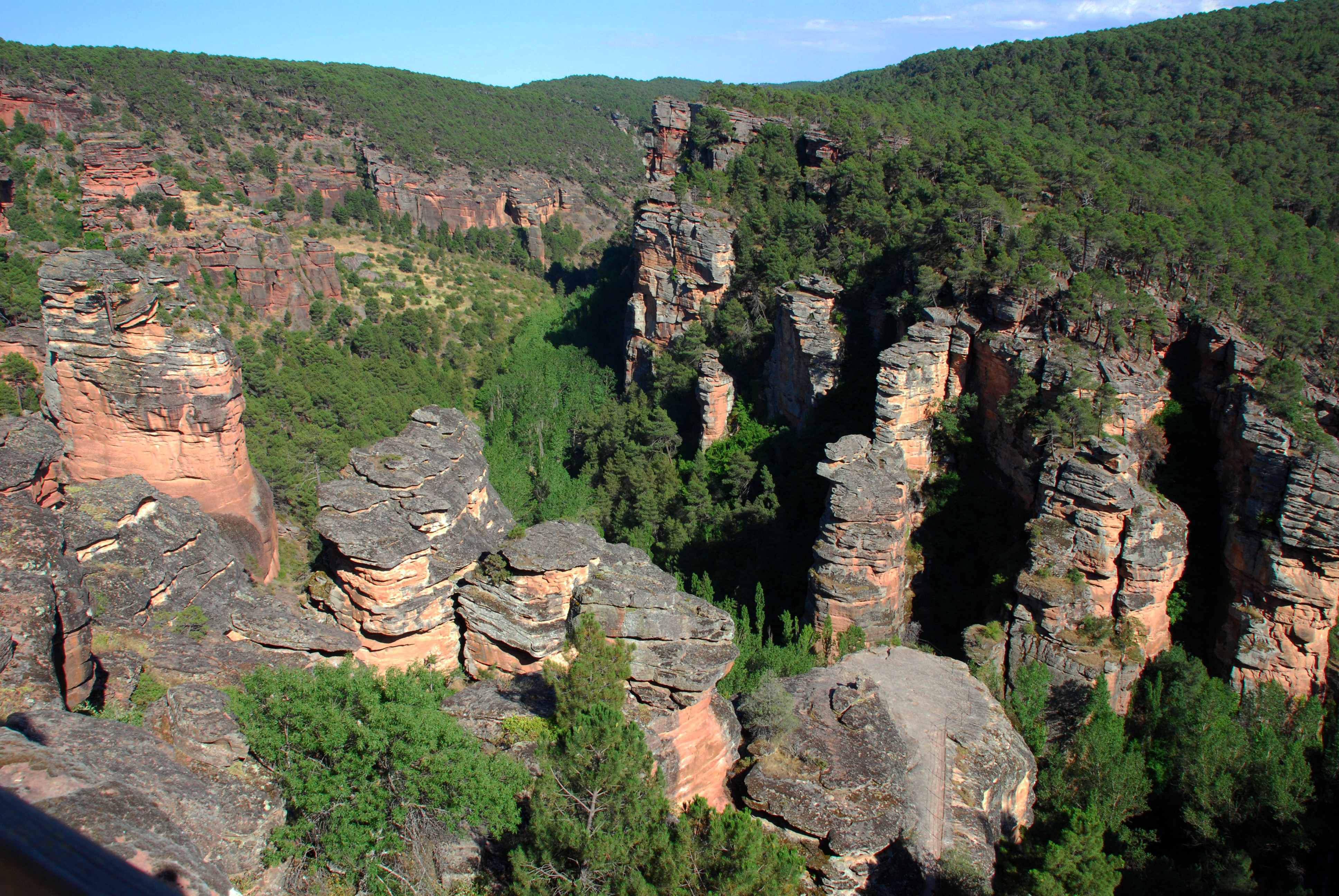
Barranco de la Hoz (Rillo de Gallo, Guadalajara), en el geosite MZ003: «El Pérmico y el Triásico del Señorío de Molina» (contexto geológico «El rifting de Pangea y las sucesiones mesozoicas de las Cordilleras Bética e Ibérica»).

Los Global Geosites de España son los lugares españoles de interés geológico internacional propuestos como candidatos a representar el patrimonio geológico de la Tierra. Están seleccionados siguiendo los criterios del Proyecto Global Geosites, coordinado por la Unión Internacional de Ciencias Geológicas y la Unesco para la protección del patrimonio geológico internacional. El interés de cada sitio puede estar relacionado con aspectos tectónicos, paleontológicos, estratigráficos, metalogénicos, petrológicos, geoquímicos o geomorfológicos. El inventario, a cargo del Instituto Geológico y Minero de España en colaboración con la Sociedad Geológica de España, consta de 144 lugares de relevancia internacional, agrupados en 21 contextos geológicos.

## Contextos geológicos

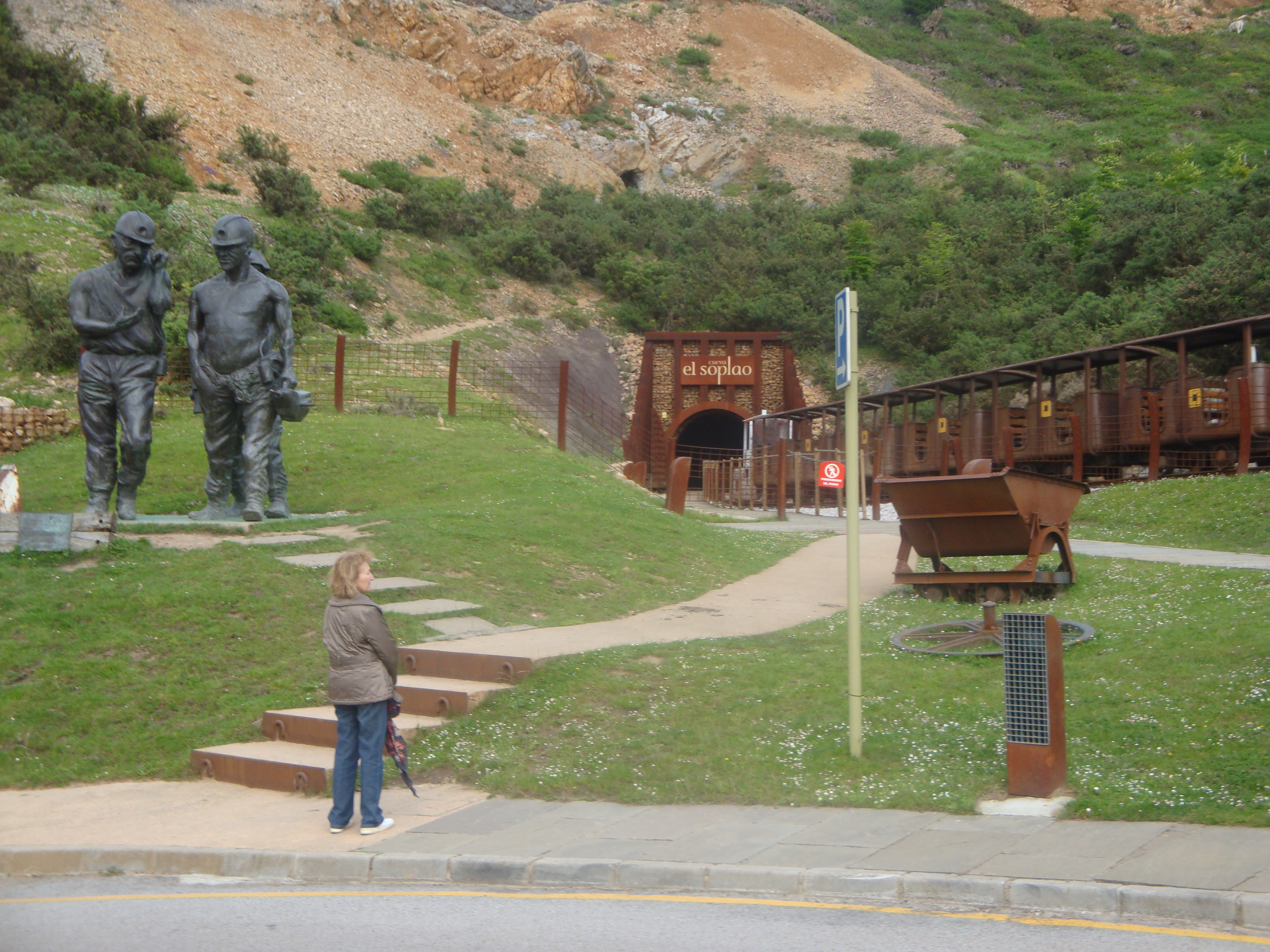
Cueva de El Soplao (Herrerías, Cantabria), en el geosite UR004: «Yacimiento de Zn-Pb de La Florida y Cueva del Soplao» (contexto geológico «Mineralizaciones de Zn-Pb y Fe del Urgoniano de la Cuenca Vasco-Cantábrica»).

Los geosites se agrupan en veintiún contextos geológicos:
1. El orógeno varisco ibérico
2. Las sucesiones estratigráficas del Paleozoico inferior y medio
3. El Carbonífero de la Zona Cantábrica
4. La faja pirítica ibérica
5. Mineralizaciones de mercurio en la región de Almadén
6. El rifting de Pangea y las sucesiones mesozoicas de las cordilleras Bética e Ibérica
7. Mineralizaciones de plomo‐zinc y hierro del Urgoniano de la cuenca vasco‐cantábrica
8. Fósiles e icnofósiles del Mesozoico continental
9. El Límite Cretácico–Paleógeno (K/Pg)
10. Las cuencas sinorogénicas surpirenaicas
11. Las unidades olistostrómicas del antepaís bético
12. La extensión miocena en el dominio de Alborán
13. Vulcanismo neógeno y cuaternario de la península ibérica
14. Edificios y morfologías volcánicas de las islas Canarias
15. Episodios evaporíticos messinienses
16. Las cuencas cenozoicas continentales y los yacimientos asociados del Levante español
17. Yacimientos de vertebrados del Plioceno y Pleistoceno español
18. Red fluvial, rañas y relieves apalachianos del Macizo Ibérico
19. Costas de la península ibérica
20. Sistemas kársticos en carbonatos y evaporitas de la península ibérica y Baleares
21. Complejos ofiolíticos de la península ibérica

## Historia

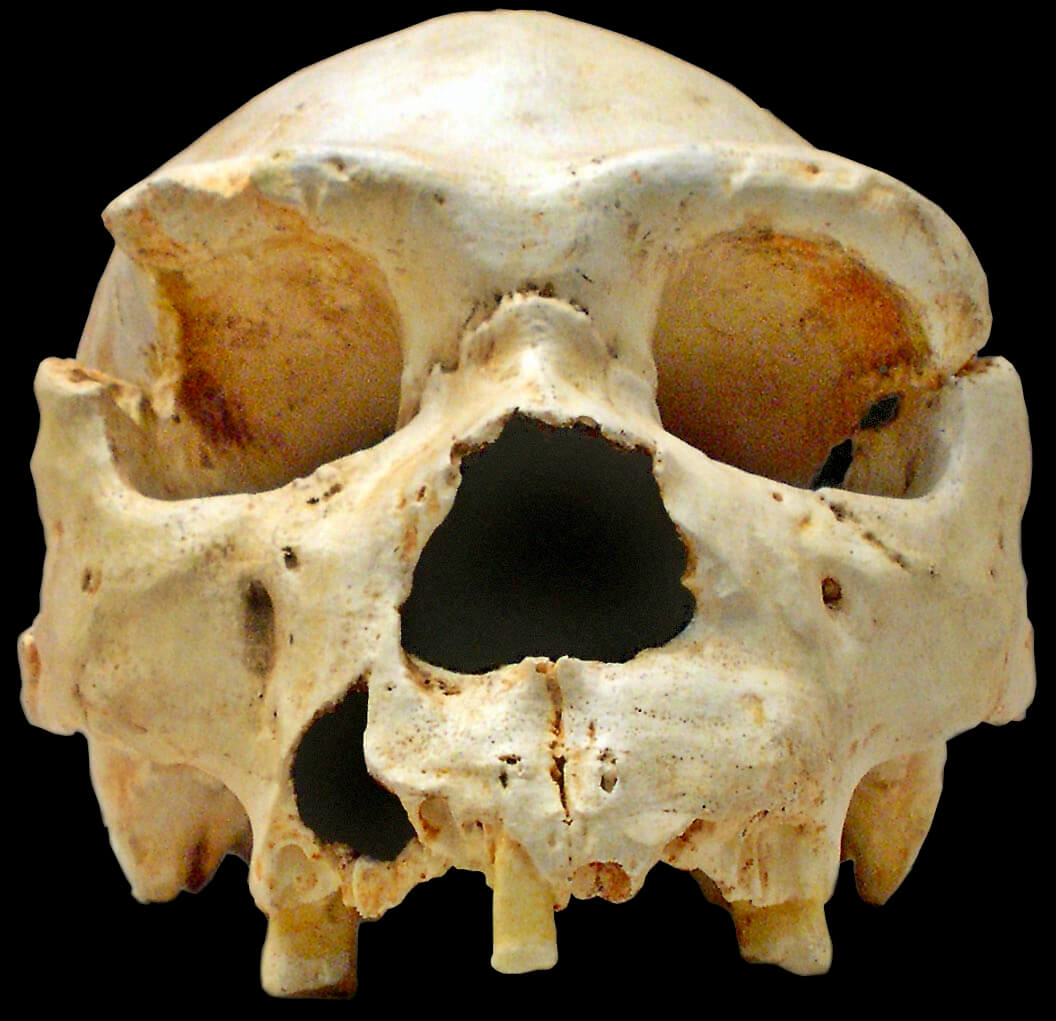
Cráneo número 5 de la Sima de los Huesos, (Ibeas de Juarros, Burgos), ubicada en el geosite VP006: «Atapuerca» (contexto geológico «Yacimientos de vertebrados del Plioceno-Pleistoceno español»).

El Instituto Geológico y Minero de España comenzó en 1999 el encargo de realizar el inventario de los Global Geosites españoles, para lo que formó un equipo multidisciplinar y recurrió a la consulta de 55 instituciones españolas, que incluían todos los departamentos de geología o minería de las universidades españolas, así como a todos los centros de investigación y sociedades científicas relacionadas con las ciencias de la Tierra. De estas consultas surgió el marco de los contextos geológicos de relevancia internacional representados en España.
Entre 2001 y 2007, un equipo de 44 especialistas procedentes de distintas instituciones seleccionó y describió los 144 lugares que mejor representaban aquellos contextos.
La Comisión de Patrimonio Geológico de la Sociedad Geológica de España y el Ilustre Colegio Oficial de Geólogos de España usaron la lista de los entonces 20 contextos geológicos del proyecto Global Geosites de España para sus alegaciones y enmiendas a la Ley 42/2007 de «Patrimonio Natural y de la Biodiversidad», en la que por primera vez se contempla la protección de la geodiversidad en España. La lista figura como anexo VIII-2 de la citada Ley.
En diciembre de 2013, tras tener en cuenta las alegaciones presentadas, se fijó definitivamente la lista de contextos geológicos a los veintiuno expuestos más arriba.
Las últimas fase del Proyecto requiere la colaboración de los grupos de trabajo de distintos países del entorno para la comparación entre sí de los sitios seleccionados en la fase actual.